# Nephrotoma spicula
Nephrotoma spicula är en tvåvingeart som beskrevs av Tangelder 1984. Nephrotoma spicula ingår i släktet Nephrotoma och familjen storharkrankar. Inga underarter finns listade i Catalogue of Life.